# Final Fantasy Type-0
Final Fantasy Type-0 (ファイナルファンタジー零式, Fainaru Fantajī Reishiki) est un jeu vidéo de type action-RPG développé et édité par Square Enix, distribué à partir d'octobre 2011 au Japon sur PlayStation Portable.
Le jeu se nommait à l'origine Final Fantasy Agito XIII et était prévu dans le projet Fabula Nova Crystallis Final Fantasy aux côtés de Final Fantasy XIII et Final Fantasy Versus XIII avant de devenir totalement indépendant et d'être finalement renommé.
Une application smartphone est sortie en mai 2014 au Japon sous le nom Final Fantasy Agito. Lors de l'E3 2014, une version PlayStation 4 et Xbox One est annoncée et est commercialisée en mars 2015 dans le monde.

## Synopsis
L'histoire prend place dans le monde d'Orience, une large terre divisée en quatre pays : le royaume féodal de Rubrum, l'empire de Milites, l'Alliance de Lorica et le royaume de Concordia. Chacun de ces pays possède un cristal qui est localisé dans les Peristylium de chacun. Les Peristylium sont des sortes de villes capitales qui renferment le cœur administratif des pays. Les cristaux y apportent la prospérité et la paix, d'autant plus qu'un traité de paix a été signé entre les quatre nations : la Pax Codex. Les cristaux ont aussi la particularité d'affecter les mémoires des humains à leur mort, ainsi quand une personne meurt, les souvenirs la concernant sont effacés des mémoires des autres êtres humains.
En l'an 842, le Maréchal Cid Aulstyne prend le pouvoir en l'absence inexpliquée de l'empereur de Milites. Celui-ci décide de violer le saint traité et de partir à la conquête des autres pays. L'assaut est d'abord lancé sur Lorica et Concordia puis sur Suzaku, le Peristylium de Rubrum. Toutefois, Suzaku possède une école spécialisée dans la magie qui va tenter de défendre le cristal et le pays. C'est alors que les quatorze élèves de la prestigieuse Class Zero se lèvent et partent en guerre face à cet empire, avec en tête la légende : quatre lumières ont créé avec l'aide des humains le monde d'Orience, dont l'avenir est voué par un phénomène nommé Finis que seul un guerrier désigné sous le nom d'Agito pourrait empêcher. Chacun des élèves aspire à devenir ce héros légendaire…

## Personnages
Final Fantasy Type-0 possède quatorze personnages jouables, lesquels sont tous membres de la Classe Zéro et qui sont nommés grâce à des constituants d'un jeu de cartes sauf deux, qui ne faisaient pas originellement partie de la troupe.
Ils se nomment : Machina Kunagiri, Rem Tokimiya, Ace, Deuce, Trey, Cater, Cinque, Sice, Seven, Eight, Nine, Queen, King et Jack.

## Système de jeu
Le système de combat est similaire à celui de Crisis Core: Final Fantasy VII, dans les grandes lignes. Cependant, le système de combat se compose d'un nouveau système ATB et permet d'incarner 14 personnages différents. Les 14 héros auront pour base leur école de magie Perystilium Suzaku de laquelle leur seront confiées des missions. Ils devront par la suite voyager de ville en ville afin d'accomplir leurs objectifs. Ceux-ci peuvent être divers. Le groupe peut être envoyé dans une ville pour y éradiquer la présence ennemie, ou bien ils peuvent être envoyés dans une bataille sur la carte du monde où il faudra prendre les bases ennemies.
Suivant les besoins de la mission, les joueurs devront composer une équipe et changer régulièrement de personnage leader. En effet, chaque personnage est différent : ils manient tous des armes ou des sorts différents, et possèdent des statistiques propres. Ainsi, tous ne pourront s'équiper des mêmes magies car celles-ci requièrent des niveaux de maîtrise différents que chacun développe avec l'expérience. S'ajoutant aux personnages principaux, on retrouve comme à l'accoutumée dans la série des invocations. Ici appelées "Dieux de la Guerre" (軍神, Gunshin), ils sont invoqués grâce au sacrifice du personnage que l'on contrôle. L'invocation peut être contrôlée manuellement ou automatiquement pour une durée limitée. Cependant si celle-ci voit ses points de vie tomber à 0, elle ne pourra plus être rappelée de la mission et devra être ramenée à la vie en dehors des missions. Elles sont au nombre de six : Bahamut, Diabolos, Golem, Ifrit, Shiva, Odin, et peuvent être déclinées en plusieurs types suivant l'expérience acquise.
Durant une mission, le joueur doit traverser la carte du monde selon trois moyens (à pied, à dos de Chocobo, en aéronef) puis des "donjons" en affrontant les divers ennemis pour atteindre un objectif final qui se soldera la plupart du temps par un Boss. Ainsi, ces missions permettent de faire avancer l'histoire notamment grâce aux diverses cinématiques en fin de mission.
Enfin, un mode multijoueur a été pensé pour le jeu. On trouve un mode plus classique qui incite un joueur externe à aider un autre joueur, ce qui permettra de surmonter des obstacles et de fortement récompenser le comportement altruiste de l'invité. Celui-ci percevra à la fin du temps imparti une plus grosse quantité d'expérience ou de bonus. Toutefois, ce mode devra être utilisé avec parcimonie car sa limite d'utilisation tourne autour de trois minutes. Aussi, on note une variante originale de ce mode multijoueur : un faux mode multijoueur. Celui-ci peut être activé en début de mission et permettra au joueur de profiter de l'aide de personnages contrôlés par l'ordinateur de niveau plus élevé. Ainsi, ces personnages invités remplaceront les personnages de réserve directe sélectionnés en début de mission. De plus, ces personnages ont la particularité d'être parfois des personnages réels de l'histoire tel que Kurasame ou Tomberry.

## Développement

Ancien logo/titre du jeu avant son changement de nom en janvier 2011.

Profitant du savoir-faire de Square Enix en matière de développement sur téléphone portable, ainsi que de la nouvelle génération de machine, ce jeu se présente comme une nouvelle expérience pour les joueurs. Le concept provient de l'équipe de Hajime Tabata, qui a déjà réalisé Before Crisis: Final Fantasy VII et Crisis Core: Final Fantasy VII.
Le 8 octobre 2010, dû à une forte demande des fans, Tetsuya Nomura met en ligne une très courte vidéo présentant en avant première Type-0 et Versus XIII dans leur gameplay respectif. Cette vidéo fait la promotion d'une conférence sur Fabula Nova Crystallis Final Fantasy se déroulant le 11 janvier 2011.
Lors du Tokyo Game Show 2011 a été révélée une nouvelle bande-annonce ainsi qu'une nouvelle démo laquelle permettait de s'essayer à une version corrigée des défauts remarqués dans la première. Les producteurs ont écouté les joueurs et ont simplifié le système de Phantoma avec des modifications pour la caméra.
Le 14 octobre 2011 a été publiée la bande-annonce finale du jeu, soit à deux semaines de la sortie japonaise. Celle-ci faisant le point sur tous les éléments connus à ce jour : de l'exploration en général aux combats. Aussi le producteur a précisé que les futurs contenus téléchargeables seraient gratuits, financés par un système de publicité.
Lors de l'E3 2014, Square Enix annonce l'arrivée d'une version remaniée avec une refonte graphique pour les consoles Xbox One et PlayStation 4. Cette version profite de plus d'une sortie en Amérique du Nord et en Europe. Le jeu est commercialisé le 17 mars 2015 en Amérique du Nord, le 19 mars au Japon et le 20 mars en Europe.
Le jeu est téléchargeable à partir du 8 août 2015 sur la plate-forme Steam.

## Accueil
| Sources | Notes |
| --- | ----- |
| Famitsu | 39/40 |
| Le magazine Famitsu a noté le jeu 39/40 (10/10/9/10). Le point en moins serait majoritairement dû au scénario qui est très ponctué par de nombreux termes propres à l'univers, rendant la compréhension moins accessible. |       |

## Adaptations
Dessiné par Takatoshi Shiozawa, le manga Final Fantasy Type-0 : Le Guerrier à l’épée de glace est une préquelle composée de cinq tomes publiés par Ki-oon en juin 2015. Il est, à l'origine, pré-publié en deux parties dans le magazine Monthly Shōnen Gangan ; la première en 2011 et compilé en un volume en avril 2012 ; puis la seconde, intitulée Final Fantasy Type-0 Gaiden: Hyōken no shinigami, publiée entre avril 2011 et janvier 2014,, suivi par un chapitre bonus en février 2014.

## Inspirations
La source d'inspiration principale de ce Final Fantasy est le mythe asiatique dit des quatre animaux, les quatre cristaux étant les répliques des quatre animaux du mythe: la Tortue noire du Nord, le Dragon azuré de l'Est, l'Oiseau vermillon du Sud et le Tigre Blanc de l'Ouest.
Une autre source d'inspiration utilisée pour les événements se déroulant lors du jeu est la Seconde guerre mondiale, un parallèle pouvant être fait entre les nations d'Orience et les protagonistes du conflit mondial, le conflit se déroulant lors des événements du jeu étant d'ailleurs l'équivalent de la seconde guerre mondiale.
Il est aussi a noté que les quatre nations d'Orience disposent d'un point commun : leurs noms viennent tous du latin. Ainsi, Milites, l'empire militariste de l'ouest et principal antagoniste de l'histoire du jeu, a un nom qui veut dire « Soldat » en latin, Rubrum, le pays du sud dont sont issus les protagonistes du jeu, a un nom signifiant « Rouge », Concordia, le royaume matriarcal de l'est, a un nom signifiant « Harmonie » et Lorica, le royaume du nord, a un nom signifiant « Armure ».